# إدريس الخوري
إدريس الخوري (1939 - 14 فبراير 2022)، أديب وقاص وصحفي مغربي. تميّز الخوري بأسلوبه الابداعي اللاذع الذي يعرّي الواقع، سواء في أعماله الأدبية، أو في مقالاته الصحفية.

## مسيرته الأدبية والصحفية
ولد إدريس الخوري سنة 1940 بمدينة الدار البيضاء. بدأ مشواره الأدبي شاعراً في مطلع الستينات، ولكن سرعان ما اتجه إلى كتابة الخاطرة والقصة والمقالة. وله كتابات في إطار السرد الأدبي والنقدي والفني حول السينما والمسرح والموسيقي والسياسة. اشتهر الخوري أدبياً خاصة في مجال القصة القصيرة، حيث أصدر عدة مجاميع قصصية، من أشهرها؛ "حزن في الرأس والقلب" سنة 1973 ، و"يوسف في بطن أمه" سنة 1994م.
تميز بأسلوبه الخاص في الكتابة، وبلغته في التعبير والسرد وصوغ المفارقات الاجتماعية، مما جعل تجربته القصصية وكتاباته عموماً ذات نكهة ساحرة بما تضمره من سخرية وصفية ونقدية مبدعة. أما في المجال الصحفي، فيعد الخوري رائداً في الكتابة الصحفية المتابعة لمختلف الأشكال التعبيرية في المغرب، وكان من الصحفيين الأوائل الذين نذروا أنفسهم لمتابعة كل الأشكال التعبيرية في مواظبة استثنائية.
عمل الخوري صحفياً بجريدة المحرر ذات التوجّه اليساري، والتي تحوّلت لاحقًا إلى جريدة الاتحاد الاشتراكي، إلى أن تقاعد لينضم بعد ذلك إلى اتحاد كتاب المغرب في أكتوبر 1968.

## أعماله الأدبية والصحفية[2][5][6]
للخوري العديد من الكتابات، والتي نذكر منها:
- حزن في الرأس والقلب (قصص)
- ظلال (مجموعة قصصية)
- «البدايات» (قصص)
- «الأيام والليالي» (قصص)
- «مدينة التراب» (مجموعة قصصية)
- فضـاءات، دار الكلام (قصص)
- «يوسف في بطن أمه» (مجموعة قصصية)
- الرجل والدمية (قصة).
- الريح في اتجاه معاكس (قصة).
- الرجل والبذلة (قصة)
- المصلوب.
- الطليعة في المغرب تبحث عن ميكروفون.
- بعد الظهيرة.
- الصورة في اطار منكسر.
- من كل حدب وصوب.
- شخص ما بين المد والجزر.
- ما وراء اللعبة.
- وقت ميت لعواطف مبتذلة.
- في تلك البلاد.
- محمد زفزاف : الكاتب الذي يظهر ويختفي.

## الوفاة
```
توفي الخوري في منزله بمدينة 
الرباط
 يوم الإثنين 
14 فبراير
 
2022
 عن عمر يناهز (83) عاماً، وهو العمر عاشه بمفرده، وقد نعاه 
اتحاد كتاب المغرب
 في كلمات مضمونها؛ 
«
بوفاة الكاتب إدريس الخوري، يكون المغرب الإنساني والإبداعي والإعلامي قد فقد إنساناً نادراً واستثنائياً، وكاتباً كبيراً، ومبدعاً رقيقاً وملتزماً وصديقاً وفياً للشعب المغربي بمختلف شرائحه الثقافية والاجتماعية، وأحد من خدموا الثقافة والصحافة والإبداع الأدبي المغربي بشكل قلّ نظيره على مدي عقود من الكتابة والإبداع والحضور والنضال والسفر والمغامرات وحب الحياة والنقاش والجدل والتضحيات
»
.
[
5
]
 وكما وصفه رئيس 
اتحاد كتاب المغرب
 
عبد الرحيم العلام
، 
«
أحد أعمدة الأدب المغربي. وعلامة من علامات التحول الحداثي في 
المغرب
»
.
```